# Liga Panameña de Fútbol Apertura 2017
La Liga Panameña de Fútbol Torneo Apertura 2017, oficialmente por motivo de patrocinio Liga Cable Onda LPF Apertura 2017 fue  la XLVII edición del torneo de la Liga Panameña de Fútbol siendo el comienzo de la temporada 2017-18. El Campeón del torneo clasifica  a la Liga Concacaf 2018 o la Liga de Campeones de la Concacaf 2019.
Como en temporadas precedentes, consta de un grupo único integrado por 10 clubes de toda la geografía Panameña. Siguiendo un sistema de liga, los 10 equipos se enfrentaran todos contra todos en dos ocasiones —una en campo propio y otra en campo contrario— sumando un total de 18 jornadas. El orden de los encuentros se decidirá por sorteo antes de empezar la competición.

## Ascenso y Descenso
| Pos | Descendido de Liga Cable Onda |
| --- | ----------------------------- |
| 10º | SD Atlético Nacional          |

| Pos | Ascendido de Liga Ascenso LPF |
| --- | ----------------------------- |
| 1º  | Club Atlético Independiente   |

## Equipos Participantes
Equipos por Provincia:
| № | Provincia        | Equipos                                                                              |
| - | ---------------- | ------------------------------------------------------------------------------------ |
| 5 | Ciudad de Panamá | Alianza F.C., Chorrillo F.C., C.D. Plaza Amador, Tauro F.C. y Sporting San Miguelito |
| 3 | Panamá Oeste     | Club Atlético Independiente, San Francisco F.C., Santa Gema F.C.                     |
| 1 | Colón            | Deportivo Árabe Unido                                                                |
| 1 | Veraguas         | S.D. Atlético Veragüense                                                             |

## Fase Final
Los 4 primeros clubes calificados para esta Fase del torneo serán re-ubicados de acuerdo con el lugar que ocupen en la tabla al término de la jornada 18, con el puesto del número #1 al Club mejor clasificado, y así hasta el número # 4. Los partidos en esta Fase se desarrollarán a visita reciproca (ida y vuelta) en las semifinales, en cuanto la final será a partido único.
Los Clubes vencedores en los partidos de Semifinal serán aquellos que en los dos juegos anote el mayor número de goles. De existir empate en el número de goles anotados, la posición se definirá a favor del Club con mayor cantidad de goles a favor cuando actué como visitante; si una vez aplicado el criterio anterior los Clubes siguieran empatados, se definirá por la tanda del punto penal.
El Club vencedor de la Final y por lo tanto Campeón, será aquel que en el partido anote el mayor número de goles. Si al término del tiempo reglamentario el partido está empatado, se agregarán dos tiempos extras de 15 minutos cada uno. De persistir el empate en estos periodos, se procederá a lanzar tiros penales hasta que resulte un vencedor.

### Jornadas Ida
| Fecha 1                | Fecha 1   | Fecha 1                | Fecha 1     | Fecha 1                       | Fecha 1    |
| Local                  | Resultado | Visitante              | Fecha       | Estadio                       | Hora       |
| ---------------------- | --------- | ---------------------- | ----------- | ----------------------------- | ---------- |
| San Francisco FC       | 0 - 2     | Árabe Unido            | 14 de julio | Agustín Muquita Sánchez       | 8:00 p. m. |
| Tauro FC               | 1 - 1     | Atlético Independiente | 14 de julio | Rommel Fernández Gutiérrez    | 9:00 p. m. |
| CD Plaza Amador        | 3 - 0     | Chorrillo FC           | 15 de julio | Maracaná                      | 7:00 p. m. |
| Atlético Veragüense    | 2 - 1     | Santa Gema FC          | 16 de julio | San José                      | 4:00 p. m. |
| Sporting San Miguelito | 1 - 3     | Alianza FC             | 16 de julio | Luis Ernesto 'Cascarita'Tapia | 6:00 p. m. |

| Fecha 2             | Fecha 2   | Fecha 2                | Fecha 2     | Fecha 2                        | Fecha 2    |
| Local               | Resultado | Visitante              | Fecha       | Estadio                        | Hora       |
| ------------------- | --------- | ---------------------- | ----------- | ------------------------------ | ---------- |
| Árabe Unido         | 2 - 1     | Santa Gema             | 21 de julio | Armando Dely Valdes            | 8:00 p. m. |
| San Francisco       | 0 - 1     | Atlético Independiente | 21 de julio | Agustín Muquita Sánchez        | 8:00 p. m. |
| Atlético Veragüense | 1 - 0     | Sporting San Miguelito | 22 de julio | San José                       | 4:00 p. m. |
| Chorrillo FC        | 2 - 0     | Tauro FC               | 22 de julio | Maracaná                       | 6:00 p. m. |
| Alianza FC          | 1 - 2     | CD Plaza Amador        | 22 de julio | Luis Ernesto 'Cascarita' Tapia | 6:00 p. m. |

| Fecha 3                | Fecha 3   | Fecha 3             | Fecha 3     | Fecha 3                        | Fecha 3    |
| Local                  | Resultado | Visitante           | Fecha       | Estadio                        | Hora       |
| ---------------------- | --------- | ------------------- | ----------- | ------------------------------ | ---------- |
| San Francisco FC       | 1 - 1     | Chorrillo FC        | 28 de julio | Agustín Muquita Sánchez        | 8:00 p. m. |
| Sporting San Miguelito | 0 - 0     | Santa Gema FC       | 29 de julio | Luis Ernesto 'Cascarita' Tapia | 6:00 p. m. |
| CD Plaza Amador        | 1 - 0     | Atlético Veragüense | 29 de julio | Maracaná                       | 6:00 p. m. |
| Tauro FC               | 2 - 0     | Alianza FC          | 29 de julio | Rommel Fernández Gutiérrez     | 7:00 p. m. |
| Atlético Independiente | 0 - 1     | Árabe Unido         | 30 de julio | Maracaná                       | 5:00 p. m. |

| Fecha 4             | Fecha 4   | Fecha 4                | Fecha 4     | Fecha 4                        | Fecha 4    |
| Local               | Resultado | Visitante              | Fecha       | Estadio                        | Hora       |
| ------------------- | --------- | ---------------------- | ----------- | ------------------------------ | ---------- |
| Atlético Veragüense | 1 - 2     | Tauro FC               | 5 de agosto | San José                       | 4:00 p. m. |
| Chorrillo FC        | 1 - 0     | Atlético Independiente | 5 de agosto | Maracaná                       | 6:00 p. m. |
| Alianza FC          | 0 - 2     | San Francisco FC       | 5 de agosto | Luis Ernesto 'Cascarita' Tapia | 6:00 p. m. |
| Santa Gema FC       | 0 - 1     | CD Plaza Amador        | 5 de agosto | Agustín Muquita Sánchez        | 8:00 p. m. |
| Árabe Unido         | 1 - 1     | Sporting San Miguelito | 6 de agosto | Armando Dely Valdes            | 5:00 p. m. |

| Fecha 5                | Fecha 5   | Fecha 5                | Fecha 5      | Fecha 5                 | Fecha 5    |
| Local                  | Resultado | Visitante              | Fecha        | Estadio                 | Hora       |
| ---------------------- | --------- | ---------------------- | ------------ | ----------------------- | ---------- |
| San Francisco FC       | 2 - 3     | Atlético Veragüense    | 11 de agosto | Agustín Muquita Sánchez | 8:00 p. m. |
| Atlético Independiente | 1 - 0     | Alianza FC             | 11 de agosto | Maracaná                | 9:00 p. m. |
| CD Plaza Amador        | 1 - 1     | Sporting San Miguelito | 12 de agosto | Maracaná                | 6:00 p. m. |
| Tauro FC               | 0 - 0     | Santa Gema FC          | 12 de agosto | Agustín Muquita Sánchez | 8:00 p. m. |
| Chorrillo FC           | 1 - 1     | Árabe Unido            | 13 de agosto | Maracaná                | 5:00 p. m. |

| Fecha 6                | Fecha 6   | Fecha 6                | Fecha 6      | Fecha 6                 | Fecha 6    |
| Local                  | Resultado | Visitante              | Fecha        | Estadio                 | Hora       |
| ---------------------- | --------- | ---------------------- | ------------ | ----------------------- | ---------- |
| Santa Gema FC          | 0 - 2     | San Francisco FC       | 18 de agosto | Agustín Muquita Sánchez | 8:00 p. m. |
| Alianza FC             | 0 - 0     | Chorrillo FC           | 18 de agosto | Maracaná                | 9:00 p. m. |
| Atlético Veragüense    | 0 - 1     | Atlético Independiente | 19 de agosto | San José                | 4:00 p. m. |
| Sporting San Miguelito | 2 - 2     | Tauro FC               | 19 de agosto | Maracaná                | 6:00 p. m. |
| Árabe Unido            | 1 - 1     | CD Plaza Amador        | 20 de agosto | Armando Dely Valdes     | 5:00 p. m. |

| Fecha 7                | Fecha 7   | Fecha 7                | Fecha 7      | Fecha 7                        | Fecha 7    |
| Local                  | Resultado | Visitante              | Fecha        | Estadio                        | Hora       |
| ---------------------- | --------- | ---------------------- | ------------ | ------------------------------ | ---------- |
| San Francisco FC       | 1 - 0     | Sporting San Miguelito | 25 de agosto | Agustín Muquita Sánchez        | 9:00 p. m. |
| Chorrillo FC           | 3 - 0     | Atlético Veragüense    | 26 de agosto | Maracaná                       | 6:00 p. m. |
| Tauro FC               | 1 - 1     | CD Plaza Amador        | 26 de agosto | Rommel Fernández Gutiérrez     | 9:00 p. m. |
| Atlético Independiente | 1 - 0     | Santa Gema FC          | 27 de agosto | Maracaná                       | 5:00 p. m. |
| Alianza FC             | 0 - 1     | Árabe Unido            | 27 de agosto | Luis Ernesto 'Cascarita' Tapia | 7:00 p. m. |

| Fecha 8                | Fecha 8   | Fecha 8                | Fecha 8         | Fecha 8                        | Fecha 8    |
| Local                  | Resultado | Visitante              | Fecha           | Estadio                        | Hora       |
| ---------------------- | --------- | ---------------------- | --------------- | ------------------------------ | ---------- |
| Alianza FC             | 0 - 0     | Santa Gema FC          | 2 de septiembre | Luis Ernesto 'Cascarita' Tapia | 6:00 p. m. |
| San Francisco FC       | 1 - 2     | Tauro FC               | 2 de septiembre | Agustín Muquita Sánchez        | 6:00 p. m. |
| Chorrillo FC           | 2 - 1     | Sporting San Miguelito | 2 de septiembre | Maracaná                       | 6:00 p. m. |
| Árabe Unido            | 4 - 1     | Atlético Veragüense    | 2 de septiembre | Armando Dely Valdes            | 6:00 p. m. |
| Atlético Independiente | 1 - 3     | CD Plaza Amador        | 3 de septiembre | Maracaná                       | 5:00 p. m. |

| Fecha 9                | Fecha 9   | Fecha 9                | Fecha 9          | Fecha 9                       | Fecha 9    |
| Local                  | Resultado | Visitante              | Fecha            | Estadio                       | Hora       |
| ---------------------- | --------- | ---------------------- | ---------------- | ----------------------------- | ---------- |
| Atlético Veragüense    | 3 - 1     | Alianza FC             | 9 de septiembre  | San José                      | 4:00 p. m. |
| CD Plaza Amador        | 1 - 1     | San Francisco FC       | 9 de septiembre  | Maracaná                      | 6:00 p. m. |
| Santa Gema FC          | 2 - 1     | Chorrillo FC           | 9 de septiembre  | Agustín Muquita Sáchez        | 6:00 p. m. |
| Tauro FC               | 0 - 0     | Árabe Unido            | 9 de septiembre  | Rommel Fernández Gutiérrez    | 7:00 p. m. |
| Sporting San Miguelito | 2 - 0     | Atlético Independiente | 10 de septiembre | Luis Ernesto 'Cascarita'Tapia | 5:00 p. m. |

### Jornadas Vuelta
| Fecha 10               | Fecha 10  | Fecha 10               | Fecha 10         | Fecha 10                       | Fecha 10   |
| Local                  | Resultado | Visitante              | Fecha            | Estadio                        | Hora       |
| ---------------------- | --------- | ---------------------- | ---------------- | ------------------------------ | ---------- |
| Santa Gema FC          | 0 - 1     | Atlético Veragüense    | 16 de septiembre | Agustín Muquita Sánchez        | 6:00 p. m. |
| Alianza FC             | 2 - 2     | Sporting San Miguelito | 16 de septiembre | Luis Ernesto 'Cascarita' Tapia | 6:00 p. m. |
| Atlético Independiente | 0 - 2     | Tauro FC               | 16 de septiembre | Maracaná                       | 6:00 p. m. |
| Árabe Unido            | 0 - 0     | San Francisco FC       | 17 de septiembre | Armando Dely Valdes            | 5:00 p. m. |
| Chorrillo FC           | 1 - 1     | CD Plaza Amador        | 17 de septiembre | Maracaná                       | 5:00 p. m. |

| Fecha 11               | Fecha 11  | Fecha 11            | Fecha 11         | Fecha 11                       | Fecha 11   |
| Local                  | Resultado | Visitante           | Fecha            | Estadio                        | Hora       |
| ---------------------- | --------- | ------------------- | ---------------- | ------------------------------ | ---------- |
| Atlético Independiente | 2 - 1     | San Francisco FC    | 23 de septiembre | Maracaná                       | 6:00 p. m. |
| Tauro FC               | 2 - 1     | Chorrillo FC        | 23 de septiembre | Luis Ernesto 'Cascarita' Tapia | 7:00 p. m. |
| Santa Gema FC          | 1 - 1     | Árabe Unido         | 24 de septiembre | Agustín Muquita Sánchez        | 5:00 p. m. |
| CD Plaza Amador        | 0 - 1     | Alianza FC          | 24 de septiembre | Maracaná                       | 5:00 p. m. |
| Sporting San Miguelito | 2 - 2     | Atlético Veragüense | 24 de septiembre | Luis Ernesto 'Cascarita' Tapia | 5:00 p. m. |

| Fecha 12            | Fecha 12  | Fecha 12               | Fecha 12         | Fecha 12                       | Fecha 12   |
| Local               | Resultado | Visitante              | Fecha            | Estadio                        | Hora       |
| ------------------- | --------- | ---------------------- | ---------------- | ------------------------------ | ---------- |
| Atlético Veragüense | 0 - 0     | CD Plaza Amador        | 27 de septiembre | San José                       | 4:00 p. m. |
| Alianza FC          | 0 - 0     | Tauro FC               | 27 de septiembre | Luis Ernesto 'Cascarita' tapia | 8:00 p. m. |
| Chorrillo FC        | 1 - 1     | San Francisco FC       | 27 de septiembre | Maracaná                       | 8:00 p. m. |
| Árabe Unido         | 2 - 1     | Atlético Independiente | 27 de septiembre | Armando Dely Valdes            | 8:00 p. m. |
| Santa Gema FC       | 2 - 3     | Sporting San Miguelito | 27 de septiembre | Agustín Muquita Sánchez        | 8:00 p. m. |

| Fecha 13               | Fecha 13  | Fecha 13            | Fecha 13         | Fecha 13                       | Fecha 13   |
| Local                  | Resultado | Visitante           | Fecha            | Estadio                        | Hora       |
| ---------------------- | --------- | ------------------- | ---------------- | ------------------------------ | ---------- |
| San Francisco FC       | 3 - 0     | Alianza FC          | 29 de septiembre | Agustín Muquita Sánchez        | 9:00 p. m. |
| Sporting San Miguelito | 0 - 0     | Árabe Unido         | 30 de septiembre | Luis Ernesto 'Cascarita' Tapia | 6:00 p. m. |
| CD Plaza Amador        | 1 - 0     | Santa Gema FC       | 30 de septiembre | Maracaná                       | 6:00 p. m. |
| Tauro FC               | 4 - 1     | Atlético Veragüense | 1 de octubre     | Luis Ernesto 'Cascarita' Tapia | 4:45 p. m. |
| Atlético Independiente | 1 - 0     | Chorrillo FC        | 1 de octubre     | Maracaná                       | 5:00 p. m. |

| Fecha 14               | Fecha 14  | Fecha 14               | Fecha 14     | Fecha 14                       | Fecha 14   |
| Local                  | Resultado | Visitante              | Fecha        | Estadio                        | Hora       |
| ---------------------- | --------- | ---------------------- | ------------ | ------------------------------ | ---------- |
| Atlético Veragüense    | 2 - 2     | San Francisco FC       | 7 de octubre | San José                       | 4:00 p. m. |
| Tauro FC               | 2 - 0     | Santa Gema FC          | 7 de octubre | Óscar Sumán Carrillo           | 4:00 p. m. |
| Alianza FC             | 0 - 0     | Atlético Independiente | 7 de octubre | Luis Ernesto 'Cascarita' Tapia | 6:00 p. m. |
| Árabe Unido            | 1 - 1     | Chorrillo FC           | 7 de octubre | Armando Dely Valdes            | 6:00 p. m. |
| Sporting San Miguelito | 1 - 2     | CD Plaza Amador        | 8 de octubre | Luis Ernesto 'Cascarita' Tapia | 5:00 p. m. |

| Fecha 15               | Fecha 15  | Fecha 15               | Fecha 15      | Fecha 15                   | Fecha 15   |
| Local                  | Resultado | Visitante              | Fecha         | Estadio                    | Hora       |
| ---------------------- | --------- | ---------------------- | ------------- | -------------------------- | ---------- |
| Chorrillo FC           | 2 - 1     | Alianza FC             | 13 de octubre | Maracaná                   | 9:00 p. m. |
| San Francisco FC       | 2 - 3     | Santa Gema FC          | 13 de octubre | Agustín Muquita Sánchez    | 9:00 p. m. |
| CD Plaza Amador        | 0 - 1     | Árabe Unido            | 14 de octubre | Maracaná                   | 6:00 p. m. |
| Tauro FC               | 1 - 0     | Sporting San Miguelito | 14 de octubre | Rommel Fernández Gutiérrez | 6:00 p. m. |
| Atlético Independiente | 0 - 2     | Atlético Veragüense    | 15 de octubre | Maracaná                   | 5:00 p. m. |

| Fecha 16               | Fecha 16  | Fecha 16               | Fecha 16      | Fecha 16                       | Fecha 16   |
| Local                  | Resultado | Visitante              | Fecha         | Estadio                        | Hora       |
| ---------------------- | --------- | ---------------------- | ------------- | ------------------------------ | ---------- |
| Árabe Unido            | 2 - 1     | Alianza FC             | 20 de octubre | Armando Dely Valdes            | 9:00 p. m. |
| Santa Gema FC          | 1 - 1     | Atlético Independiente | 20 de octubre | Agustín Muquita Sánchez        | 9:00 p. m. |
| Atlético Veragüense    | 1 - 1     | Chorrillo FC           | 21 de octubre | San José                       | 4:00 p. m. |
| Sporting San Miguelito | 1 - 0     | San Francisco FC       | 21 de octubre | Luis Ernesto 'Cascarita' Tapia | 6:00 p. m. |
| CD Plaza Amador        | 1 - 0     | Tauro FC               | 21 de octubre | Maracaná                       | 6:00 p. m. |

| Fecha 17               | Fecha 17  | Fecha 17               | Fecha 17      | Fecha 17                       | Fecha 17   |
| Local                  | Resultado | Visitante              | Fecha         | Estadio                        | Hora       |
| ---------------------- | --------- | ---------------------- | ------------- | ------------------------------ | ---------- |
| Atlético Veragüense    | 2 - 1     | Árabe Unido            | 28 de octubre | San José                       | 4:00 p. m. |
| Tauro FC               | 4 - 2     | San Francisco FC       | 28 de octubre | Rommel Fernández Gutiérrez     | 6:00 p. m. |
| Santa Gema FC          | 2 - 0     | Alianza FC             | 28 de octubre | Agustín Muquita Sánchez        | 6:00 p. m. |
| Sporting San Miguelito | 0 - 2     | Chorrillo FC           | 28 de octubre | Luis Ernesto 'Cascarita' Tapia | 6:00 p. m. |
| CD Plaza Amador        | 2 - 0     | Atlético Independiente | 28 de octubre | Óscar Sumán Carrillo           | 7:00 p. m. |

| Fecha 18               | Fecha 18  | Fecha 18               | Fecha 18        | Fecha 18                       | Fecha 18   |
| Local                  | Resultado | Visitante              | Fecha           | Estadio                        | Hora       |
| ---------------------- | --------- | ---------------------- | --------------- | ------------------------------ | ---------- |
| Árabe Unido            | 0 - 0     | Tauro FC               | 11 de noviembre | Armando Dely Valdes            | 6:00 pn    |
| San Francisco FC       | 2 - 1     | CD Plaza Amador        | 11 de noviembre | Agustín Muquita Sánchez        | 6:00 p. m. |
| Chorrillo FC           | 1 - 1     | Santa Gema FC          | 11 de noviembre | Maracaná                       | 6:00 p. m. |
| Alianza FC             | 2 - 0     | Atlético Veragüense    | 11 de noviembre | Luis Ernesto 'cascatita' Tapia | 6:00 p. m. |
| Atlético Independiente | 0 - 0     | Sporting San Miguelito | 11 de noviembre | Óscar Sumán Carrillo           | 6:00 p. m. |

## Clásicos
Clásico Nacional - CD Plaza Amador vs. Tauro FC
| 26 de agosto de 2017 | Tauro FC     | 1 :1 (1:0) | CD Plaza Amador | Rommel Fernández Gutiérrez, Panamá |  |
|                      | 30' J. Gómez |            | 65' A. Dixon    |                                    |  |

| 21 de octubre de 2017 | CD Plaza Amador | 1:0 (0:0) | Tauro FC | Maracaná de Panamá, Panamá |  |
|                       | 49' A. Dixón    |           |          |                            |  |

Derbi del Pueblo - Chorrillo FC vs. CD Plaza Amador
| 15 de julio de 2017 | CD Plaza Amador                                             | 3:0 (2:0) | Chorrillo FC | Maracaná de Panamá, Panamá |  |
|                     | 23' O. Mosquera (OG) · 27' R. Rodríguez · 90+1' E. Aparicio |           |              |                            |  |

| 17 de septiembre de 2017 | Chorrillo FC     | 1:1 (1:0) | CD Plaza Amador | Maracaná de Panamá, Panamá |  |
|                          | 34' R. Blackburn |           | 60' Y. Renteria |                            |  |

Clásico de la Rivalidad - CD Árabe Unido vs. San Francisco FC
| 14 de julio de 2017 | San Francisco FC | 0:2 (0:1) | Árabe Unido                  | Agustín Muquita Sánchez, La Chorrera |  |
|                     |                  |           | 32' R. Addles · 55' E. Small |                                      |  |

| 17 de septiembre de 2017 | Árabe Unido | 0:0 | San Francisco FC | Armado Dely Valdés, Colón |  |

Clásico del Oeste - Santa Gema FC vs. San Francisco FC
| 18 de agosto de 2017 | Santa Gema FC | 0:2 (0:1) | San Francisco FC               | Agustín Muquita Sánchez, La Chorrera |  |
|                      |               |           | 43' J. Velarde · 50' J. Simons |                                      |  |

| 13 de octubre de 2017 | San Francisco FC              | 2:3 (0:1) | Santa Gema FC                               | Agustín Muquita Sánchez, La Chorrera |  |
|                       | 48' C. Zuñiga · 78' T. Sierra |           | 38' F. Mena · 81' J. Bonilla · 88' W. Rouse |                                      |  |

Derbi Chorrerano - San Francisco FC vs. Club Atlético Independiente
| 21 de julio de 2017 | San Francisco FC | 0:1 | Atlético Independiente | Agustín Muquita Sánchez, La Chorrera |  |
|                     |                  |     | 39' M. Torres          |                                      |  |

| 23 de septiembre de 2017 | Atlético Independiente                    | 2:1 (1:0) | San Francisco FC | Maracaná de Panamá, Panamá |  |
|                          | 32' J. Fajardo (PG) · 66' J. Fajardo (PG) |           | 51' C.Milán      |                            |  |

## Clasificación
|     | Equipos                                                         |  | PJ | G | E | P  | GF | GC | Dif. | Pts. |
| --- | --------------------------------------------------------------- |  | -- | - | - | -- | -- | -- | ---- | ---- |
| 1.  | Archivo:600px 600px pentasection vertical Black White.svg Tauro |  | 18 | 9 | 7 | 2  | 25 | 13 | 12   | 34   |
| 2.  | Plaza Amador                                                    |  | 18 | 9 | 6 | 3  | 22 | 12 | 10   | 33   |
| 3.  | Árabe Unido                                                     |  | 18 | 8 | 9 | 1  | 21 | 11 | 10   | 33   |
| 4.  | Chorrillo                                                       |  | 18 | 5 | 8 | 4  | 21 | 17 | 4    | 26   |
| 5.  | Atlético Veragüense                                             |  | 18 | 7 | 4 | 7  | 22 | 27 | -5   | 25   |
| 6.  | Atlético Independiente                                          |  | 18 | 6 | 4 | 8  | 11 | 18 | -7   | 22   |
| 7.  | San Francisco                                                   |  | 18 | 5 | 5 | 8  | 23 | 24 | -1   | 20   |
| 8.  | Sporting San Miguelito                                          |  | 18 | 3 | 8 | 7  | 17 | 22 | -5   | 17   |
| 9.  | Santa Gema                                                      |  | 18 | 3 | 6 | 9  | 14 | 21 | -7   | 15   |
| 10. | Alianza                                                         |  | 18 | 3 | 5 | 10 | 12 | 23 | -11  | 14   |

- En negrita los equipos clasificados.

|  | Clasifican a la semifinales. |
|  | Último lugar.                |

### Evolución de la clasificación
| Archivo:600px 600px pentasection vertical Black White.svg Tauro | 6  | 7  | 4  | 3  | 4  | 4  | 6  | 4  | 4  | 3  | 3  | 3  | 2  | 1  | 1  | 2  | 1  | 1  |
| Plaza Amador                                                    | 1  | 1  | 1  | 1  | 1  | 1  | 1  | 1  | 1  | 1  | 2  | 2  | 3  | 2  | 3  | 3  | 2  | 2  |
| Árabe Unido                                                     | 3° | 2  | 2  | 2  | 2  | 2  | 2  | 2  | 2  | 2  | 1  | 1  | 1  | 3  | 2  | 1  | 3  | 3  |
| Chorrillo                                                       | 10 | 6  | 6  | 4  | 5  | 6  | 4  | 3  | 3  | 4  | 4  | 4  | 5  | 5  | 4  | 4  | 4  | 4  |
| Atlético Veragüense                                             | 4° | 3  | 3  | 5  | 3  | 5  | 7  | 7  | 6  | 5  | 5  | 5  | 6  | 6  | 5  | 5  | 5  | 5  |
| Atlético Independiente                                          | 5  | 4  | 5  | 7  | 6  | 3  | 3  | 5  | 5  | 6  | 6  | 6  | 4  | 4  | 6  | 6  | 6  | 6  |
| San Francisco                                                   | 9  | 10 | 9° | 6  | 7  | 7  | 5  | 6  | 7  | 7  | 7  | 7  | 7  | 7  | 7  | 7  | 7  | 7  |
| Sporting SM                                                     | 8  | 9  | 10 | 9  | 8  | 8  | 8  | 9  | 8  | 8  | 8  | 8  | 8  | 8  | 8  | 8  | 8  | 8  |
| Santa Gema                                                      | 7  | 8  | 8  | 10 | 10 | 10 | 10 | 10 | 9  | 9  | 10 | 10 | 10 | 10 | 10 | 9  | 9  | 9  |
| Alianza                                                         | 2  | 5  | 7  | 8  | 9  | 9  | 9  | 8  | 10 | 10 | 9  | 9  | 9  | 9  | 9  | 10 | 10 | 10 |
| Última actualización:28 de octubre 2017                         |    |    |    |    |    |    |    |    |    |    |    |    |    |    |    |    |    |    |

### Resumen de Resultados
| Local\Visitante                                                    | ALZ      | DAU   | ATV   | CAI   | CHO   | PLZ   | SFC   | STG   | SPO   | Archivo:600px 600px pentasection vertical Black White.svg TAU |
| Alianza FC                                                         |          | 0 - 1 | 2 - 0 | 0 - 0 | 0 - 0 | 1 - 2 | 0 - 2 | 0 - 0 | 2 - 2 | 0 - 0                                                         |
| Árabe Unido                                                        | 2 - 1    |       | 4 - 1 | 2 - 1 | 1 - 1 | 1 - 1 | 0 - 0 | 2 - 1 | 1 - 1 | 0 - 0                                                         |
| Atlético Veragüense                                                | 3 - 1    | 2 - 1 |       | 0 - 1 | 1 - 1 | 0 - 0 | 2 - 2 | 2 - 1 | 1 - 0 | 1 - 2                                                         |
| Atlético Independiente                                             | 1 - 0    | 0 - 1 | 0 - 2 |       | 1 - 0 | 1 - 3 | 2 - 1 | 1 - 0 | 0 - 0 | 0 - 2                                                         |
| Chorrillo FC                                                       | 2 - 1 \| | 1 - 1 | 3 - 0 | 1 - 0 |       | 1 - 1 | 1 - 1 | 1 - 1 | 2 - 1 | 2 - 0                                                         |
| CD Plaza Amador                                                    | 0 - 1    | 0 - 1 | 1 - 0 | 2 - 0 | 3 - 0 |       | 1 - 1 | 1 - 0 | 1 - 1 | 1 - 0                                                         |
| San Francisco FC                                                   | 3 - 0    | 0 - 2 | 2 - 3 | 0 - 1 | 1 - 1 | 2 - 1 |       | 2 - 3 | 1 - 0 | 1 - 2                                                         |
| Santa Gema FC                                                      | 2 - 0    | 1 - 1 | 0 - 1 | 1 - 1 | 2 - 1 | 0 - 1 | 0 - 2 |       | 2 - 3 | 0 - 0                                                         |
| Sporting San Miguelito                                             | 1 - 3    | 0 - 0 | 2 - 2 | 2 - 0 | 0 - 2 | 1 - 2 | 1 - 0 | 0 - 0 |       | 2 - 2                                                         |
| Archivo:600px 600px pentasection vertical Black White.svg Tauro FC | 2 - 0    | 0 - 0 | 4 - 1 | 1 - 1 | 2 - 1 | 1 - 1 | 4 - 2 | 2 - 0 | 1 - 0 |                                                               |

|  | Victoria del conjunto local     |
|  | Empate                          |
|  | Victoria del conjunto visitante |

## Goleadores

### Máximos goleadores
Lista con los máximos goleadores de la competencia.
| 1.º                                        | Delantero      | Rolando Blackburn | Chorrillo FC                                                       | 11 |
| 2.º                                        | Delantero      | Ronaldo Dinolis   | Sporting San Miguelito                                             | 10 |
| 3.º                                        | Delantero      | Alfredo Sthepens  | Chorrillo FC                                                       | 9  |
| 4.º                                        | Delantero      | Edwin Aguilar     | Archivo:600px 600px pentasection vertical Black White.svg Tauro FC | 8  |
| 5.º                                        | Centrocampista | José Gómez        | Archivo:600px 600px pentasection vertical Black White.svg Tauro FC | 6  |
| 5.º                                        | Delantero      | Enrico Small      | Árabe Unido                                                        | 6  |
| 6.º                                        | Delantero      | José Murrillo     | CD Plaza Amador                                                    | 5  |
| 6.º                                        | Delantero      | César Medina      | Alianza FC                                                         | 5  |
| 6.º                                        | Centrocampista | Ronni Villareal   | SD Atlético Veragüense                                             | 5  |
| 7.º                                        | Delantero      | Jesús Gónzalez    | Archivo:600px 600px pentasection vertical Black White.svg Tauro FC | 4  |
| 7.º                                        | Delantero      | José Fajardo      | Atlético Independiente                                             | 4  |
| 7.º                                        | Delantero      | Cristian Zuñiga   | San Francisco                                                      | 4  |
| Última actualización: 2 diciembre del 2017 |                |                   |                                                                    |    |

### Tripletes o más
| Rolando Blackburn                          | Chorrillo FC     | Atlético Veragüense | 3:0 | 5' 15' 45'+1 | 26/08/2017 |
| Cristian Zuñiga                            | San Francisco FC | Alianza FC          | 3:0 | 13' 25' 38'  | 29/09/2017 |
| Bandera de ?                               | Bandera de ?     | Bandera de ?        |     |              |            |
| Última actualización:2 de octubre del 2017 |                  |                     |     |              |            |

## Fase Final
|  | Semifinales                                       | Semifinales                                       | Semifinales                                       | Semifinales                                       |   |              | Final               | Final               | Final               |  |
|  | Ida: 18 - 19 de noviembre Vuelta: 25 de noviembre | Ida: 18 - 19 de noviembre Vuelta: 25 de noviembre | Ida: 18 - 19 de noviembre Vuelta: 25 de noviembre | Ida: 18 - 19 de noviembre Vuelta: 25 de noviembre |   |              | 2 de diciembre 2017 | 2 de diciembre 2017 | 2 de diciembre 2017 |  |
|  |                                                   |                                                   |                                                   |                                                   |   |              |                     |                     |                     |  |
|  |                                                   |                                                   |                                                   |                                                   |   |              |                     |                     |                     |  |
|  | 1                                                 | Tauro FC                                          | 0                                                 | 1                                                 |   |              |                     |                     |                     |  |
|  | 1                                                 | Tauro FC                                          | 0                                                 | 1                                                 |   |              |                     |                     |                     |  |
|  | 4                                                 | Chorrillo FC                                      | 0                                                 | 2                                                 |   |              |                     |                     |                     |  |
|  | 4                                                 | Chorrillo FC                                      | 0                                                 | 2                                                 |   | Chorrillo FC | Chorrillo FC        | 5                   |                     |  |
|  |                                                   |                                                   |                                                   |                                                   |   | Chorrillo FC | Chorrillo FC        | 5                   |                     |  |
|  |                                                   |                                                   | Deportivo Árabe Unido                             | Deportivo Árabe Unido                             | 1 |              |                     |                     |                     |  |
|  | 3                                                 | Deportivo Árabe Unido                             | Deportivo Árabe Unido                             | Deportivo Árabe Unido                             | 1 | 0            | 1(5)                |                     |                     |  |
|  | 3                                                 | Deportivo Árabe Unido                             |                                                   |                                                   |   | 0            | 1(5)                |                     |                     |  |
|  | 2                                                 | CD Plaza Amador                                   | 1                                                 | 0(4)                                              |   |              |                     |                     |                     |  |
|  | 2                                                 | CD Plaza Amador                                   | 1                                                 | 0(4)                                              |   |              |                     |                     |                     |  |
|  |                                                   |                                                   |                                                   |                                                   |   |              |                     |                     |                     |  |

- Campeón clasifica a la Liga Concacaf 2018  o la Concacaf Liga Campeones 2019

### Semifinales

#### CD Plaza Amador - Deportivo Árabe Unido
| 19 de noviembre de 2017 | Deportivo Árabe Unido | 0:1 | CD Plaza Amador | Estadio Armando Dely Valdés, Colón |                                |
|                         |                       |     | E. Sinclair'    | Asistencia: 1,200 espectadores     | Asistencia: 1,200 espectadores |

| 25 de noviembre de 2017                                  | CD Plaza Amador | (4) 0:1 (5) | Deportivo Árabe Unido | Maracaná de Panamá, Panamá |  |
|                                                          |                 |             | N. Barahona           |                            |  |
| Ganador: Deportivo Árabe Unido (Global 1-1)(Penales 4-5) |                 |             |                       |                            |  |

#### Tauro FC - Chorrillo FC
| 18 de noviembre de 2017 | Chorrillo FC | 0:0 | Tauro FC | Estadio Maracaná, Panamá       |  |
|                         |              |     |          | Asistencia: 1,043 espectadores |  |

| 25 de noviembre de 2017             | Tauro FC | 1:2 | Chorrillo FC | Estadio Rommel Fernández, Panamá |  |
|                                     | J. Gómez |     | R. Blackburn |                                  |  |
| Ganador: Chorrillo FC (Global: 1-2) |          |     |              |                                  |  |

## Final
| Final; 2 de diciembre de 2017    | Chorrillo FC                                                                          | 5:1 | Árabe Unido      | Estadio Rommel Fernández, Panamá |  |
|                                  | A. Sthepens 7' · A. Sthepens 20' · S. Ramírez 63' · R. Blackburn 82' · L. Hurtado 87' |     | E. Small 73' (P) |                                  |  |
| Ganador: Chorrillo FC' (Campeón) |                                                                                       |     |                  |                                  |  |

|              |
| Chorrillo FC |
| 3.° Titulo   |